# Peperomia myrtifolia
Peperomia myrtifolia är en pepparväxtart som först beskrevs av Vahl, och fick sitt nu gällande namn av Albert Gottfried Dietrich. Peperomia myrtifolia ingår i släktet peperomior, och familjen pepparväxter. Inga underarter finns listade i Catalogue of Life.